# سووتسکویه (خاسافیورت)
سووتسکویه (به لاتین: Sovetskoye) یک منطقهٔ مسکونی در روسیه است که در داغستان واقع شده‌است.